# سوني بيشوب
سوني بيشوب (بالإنجليزية: Sonny Bishop)‏ هو لاعب كرة قدم أمريكية أمريكي، ولد في 1 نوفمبر 1939 في وينر في الولايات المتحدة.